# Robogames
РобоИгры (англ. RoboGames) — ежегодные робототехнические соревнования, проводимые в Сан-Матео, Калифорния. 
РобоИгры являются самым большим международным робототехническим соревнованием (согласно книге рекордов Гиннесса). РобоИгры появились в 2004 году под названием «РобоОлимпиада» (англ. ROBOlympics). Последние, 2015 РобоИгры прошли с 3 по 5 апреля.

## Основные категории
- Soccer
- Hockey
- Sumo
- Combat — боевые роботы
- Humanoids — имитации человека
- BEAM — один из старейших международных классов: маленькие, очень простые в сборке, реагирующие на свет тележки
- Art Bots — выставка художественных роботов в категориях статика, кинетика, музыка, живопись и наливание пива
- Junior League — соревнования между робототехниками до 18 лет
- Open — дисциплины, не подходящие в другие группы: шоу, микромаус, движение по линии, пожаротушение, ходьба, баланс, стрельба, лего и прочее